# Partia Jedności Ludowej
Partia Jedności Ludowej, szerzej znana jako Partia Socjalistyczna (isl. Sameiningarflokkur alþýðu – Sósíalistaflokkurinn) – islandzka partia lewicowa istniejąca w latach 1938-1968. Od 1956 roku wchodziła w skład Związku Ludowego.
Powstała w roku 1938 wskutek zjednoczenia Komunistycznej Partii Islandii z grupą działaczy, którzy odeszli z Partii Socjaldemokratycznej. Chociaż dominowali w niej komuniści, nie należała do Kominternu.
Podczas II wojny światowej jej popularność rosła. Podczas referendum w roku 1944 poparła niepodległość Islandii i weszła w skład szerokiej koalicji rządowej (gabinet Ólafura Thorsa), z której po dwóch latach wystąpiła, sprzeciwiając się projektowi utworzenia bazy armii amerykańskiej w Keflavíku.
Przestała formalnie istnieć w roku 1968, kiedy Związek Ludowy przekształcił się z koalicji wyborczej w partię polityczną.
Pierwszym przewodniczącym Partii Socjalistycznej był Héðinn Valdimarsson, który ustąpił na znak protestu przeciw agresji ZSRR na Finlandię. Od 1939 do 1968 przewodniczącym partii był Einar Olgeirsson.

## Wyniki wyborów
| Wybory             | % głosów | +/–% | Liczba mandatów | +/– |
| ------------------ | -------- | ---- | --------------- | --- |
| 1942 (lipiec)      | 16,2     |      | 6               |     |
| 1942 (październik) | 18,5     | +2,3 | 10              | +4  |
| 1946               | 19,5     | +1,0 | 10              | ±0  |
| 1949               | 19,5     | ±0   | 9               | -1  |
| 1953               | 16,1     | -3,4 | 7               | -2  |